# Kastorfer See
Der Kastorfer See liegt in Mecklenburg-Vorpommern nordwestlich von Neubrandenburg. Er liegt zwischen den Gemeinden Knorrendorf Ortsteil Kastorf im Westen und Wildberg im Osten. Er ist ein Rinnensee und entstand während der letzten Eiszeit (Weichseleiszeit) aus einer ehemaligen Schmelzwasserrinne, die sich nach dem Rückgang des Eises dauerhaft mit Wasser füllte. Er wird durch eine Verbreiterung mit Insel in der Mitte in ein stärker gegliedertes schmales Nordbecken und ein längliches, ebenfalls sehr schmales ungegliedertes Südbecken geteilt. Er hat eine ungefähre Länge von 2,1 Kilometern und eine Breite von 500 Metern in der Mitte des Sees. Das Ostufer ist bewaldet (Wildberger Forst) und das Westufer wird landwirtschaftlich genutzt. Der See wird im Norden durch einen Graben gespeist, der einem Feuchtgebiet bei Wolde entspringt, aus dem auch der nach Osten abgehende Mühlbach abfließt. Am südlichen Ende des Sees befindet sich ein Abflussgraben, der den Gädebehner See und den Möllner See durchquert und ab Mölln Lühmbach genannt wird. Das Gewässer ist Teil der Kastorfer-Möllner Seenkette und war vermutlich früher mit dem Gädebehner See und Möllner See verbunden.

## Slawische Siedlungen
Am Kastorfer See befinden sich mit den Burgwall Kastorf, Burgwall Wildberg und der Burgwallinsel
gleich drei slawische Wehranlagen aus dem 7. bis 12. Jahrhundert. Man vermutet hier den Stammesmittelpunkt der Tollenser.